# Arévacos
Los arévacos fueron un pueblo prerromano perteneciente a la familia de los celtíberos, situada entre el sistema Ibérico y el valle del Duero, lindando al oeste con los vacceos, establecida en el centro-este de la península ibérica en la actual España. Roma formó con los arévacos tropas auxiliares para su ejército imperial.

## Historia

Pueblos prerromanos de la península ibérica.

Idiomas en la península ibérica en el 300 A.C.

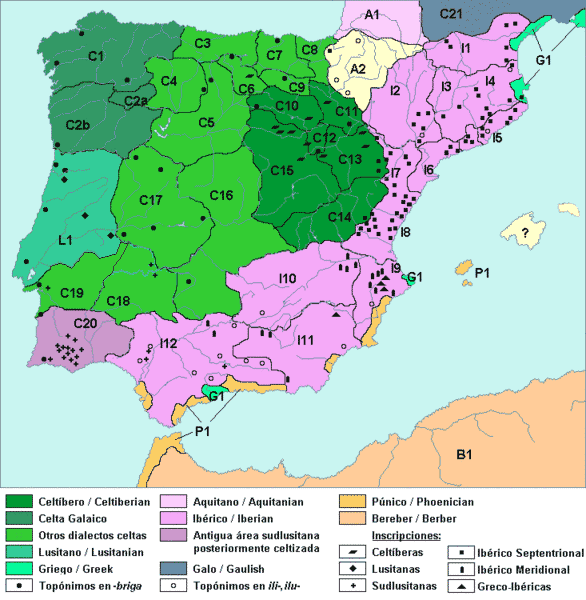
Familias lingüísticas de la península ibérica antes de la romanización
C1: Galaicos / C2b: Brácaros / C3: Cántabros / C4: Astures / C5: Vacceos / C6: Turmogos / C7: Autrigones-Caristios / C8: Várdulos / C9: Berones / C10: Pelendones / C11: Belos / C12: Lusones / C13: Titos / C14: Olcades / C15: Arévacos / C16: Carpetanos / C17: Vetones / C18-C19: Célticos / C20: Conios / L1: Lusitanos / I1: Ceretanos / I2: Ilergetes / I3: Lacetanos / I4: Indigetes / I5: Layetanos / I6: Ilercavones / I7: Sedetanos / I8: Edetanos / I9: Contestanos / I10: Oretanos / I11: Bastetanos / I12: Turdetanos / G21: Galos / G1: Griegos / P1: Fenicios/Cartagineses / B1: Bereberes.

Los primeros datos que de los arévacos se conocen fueron suministrados por el historiador griego Estrabón, ya que en los datos anteriores, transmitidos por Polibio y Livio, simplemente se habla genéricamente de las tribus celtíberas, que adquirieron pronto gran importancia por sus guerras con Roma. 
Los arévacos construían sus poblados sobre cerros para organizar una fácil defensa, rodeados de uno, dos y hasta tres recintos amurallados. Se sabe con certeza que habitaron en los lugares de Osma (Uxama Argaela o Argaela, según el autor griego Ptolomeo) y Sepúlveda.
Los aravacos, arevacos o arévacos (que de todas estas formas se les ha llamado) llevaban un nombre que era aún claramente de origen etimológico precéltico por su sencilla traducción con el euskara, 'valle del río', que en su desglose se pueden ver con claridad las raíces léxicas 'ara' término para 'valle' como Aragón o Valle de Arán, seguido de 'ba' que con la aversión de los celtíberos a diptongos y a ciertos inicios vocálicos, más su inclusión a 'ara', se distingue la raíz 'iba' de 'río' y que finaliza con la terminación aglutinada del caso genitivo el cual se distribuye ampliamente por toda la península y mediodía francés en diferentes formas como 'gos' en zonas de Burgos, 'kos' en La Rioja y Soria, 'go' en Castilla la vieja o 'ko' tanto en el propio euskara actual como en su contemporáneo. Se dedicaban a la agricultura y pertenecían a la más poderosa de todas las tribus celtíberas, extendiéndose sus poblados por casi toda la franja sur del Duero mesetario. Sus núcleos eran tan independientes entre ellos, cuantas eran las diferentes comarcas en que la misma estructura geográfica les dividía. Eran pueblos todavía groseros y rústicos, regidos por distintos régulos o caudillos, sin unidad entre sí y casi sin comunicaciones.
Cifraban su gloria en perecer en los combates y consideraban como afrentoso morir de enfermedad. Parece ser que este pueblo no enterraba a sus muertos, sino que quemaba los cuerpos, ya que en sus lugares de asentamiento se han encontrado necrópolis de incineración; sin embargo, para los que perecían en combate no consideraban digno el quemar sus restos, los cuales hacían descansar en cuevas, en fosas primero y posteriormente en urnas.
Adoraban al dios Lug, divinidad de origen celta, al cual festejaban en las noches de plenilunio, bailando en familia a las puertas de sus casas. También rendían culto a sus muertos y a un tal "Elman", o "Endovéllico", según atestiguan algunas inscripciones. Tenían por costumbre dejar sus iconos, o imágenes de los dioses, en cuevas situadas en abruptos peñascales –a veces se trataba de las mismas grutas donde descansaban sus antepasados–, y solían acudir a ellas en grupo, en días señalados para la ocasión. En estos lugares veneraban a sus divinidades y les solicitaban favores, dejándoles sus exvotos.
Su traje se componía de una ropilla negra u oscura, hecha de lana de sus ganados, a la que estaba unida una capucha o capuchón con la cual se cubrían la cabeza cuando no llevaban el casquete que estaba adornado con plumas o garzotas. Al cuello solían rodearse un collar. Una especie de pantalón ajustado completaba su sencillo uniforme.
En las guerras usaban espadas de dos filos, venablos y lanzas con botes de hierro, que endurecían dejándolos enmohecer en la tierra. Gastaban también un puñal rayado, y se alaba su habilidad en el arte de forjar las armas. Se presentaban a batalla en campo raso: interpolaban la infantería con la caballería, la cual en los terrenos ásperos y escabrosos echaba pie a tierra y se batía con la misma ventaja que la tropa ligera de infantería. El cuneas, u orden de batalla triangular de los arévacos, se hizo famoso entre los celtíberos y temible entre los guerreros de la antigüedad. 
Las mujeres se empleaban también en ejercicios varoniles y ayudaban a los hombres en la guerra. Se veían obligados, para pelear, a dejar guardados sus cereales en silos o graneros subterráneos donde se conservaban bien los granos durante largo tiempo.
Sobre el año 200 a. C., el cartaginés Aníbal quiso mostrarse señor de Hispania antes de medir sus fuerzas con Roma, y a este fin, y al de ejercitar sus tropas e imponer obediencia y respeto entre los celtíberos, llevó sus armas al interior de la Península. Así se internó con dos expediciones consecutivas en tierra de los arévacos, talando los campos y rindiendo su capital, Numancia, cuyos habitantes obligó a huir con sus mujeres e hijos a las vecinas sierras, de donde luego les permitió volver bajo palabra de que servirían a los cartagineses con lealtad.[cita requerida]
Mas cuando cargado de despojos regresaba de estas expediciones a Cartagena (Cartago Nova), los naturales de la meseta reunidos en bastante número se atrevieron a acometerle a las orillas del río Tajo y aun le desordenaron la retaguardia y rescataron gran parte del botín. Triunfo que los antiguos hispanos pagaron caro al siguiente día, en que Aníbal les hizo ver bien a su costa cuán superiores eran las tropas disciplinadas y aguerridas a una multitud falta de organización, por briosa que fuese, que por lo visto lo eran en verdad.
Con la llegada de los romanos, Numancia, una de las ciudades arévacas, protagonizaría una resistencia heroica al invasor. Tras las campañas de Tiberio Graco en el 180 a. C. y la firma de unos tratados con los pueblos indígenas, entre ellos los arévacos, Hispania conocería un periodo de relativa calma. Pero esta calma no duraría siempre: en el 153 a. C. los segedanos –debido al incremento de su población– decidieron ampliar las murallas; acto que no sería bien visto por Roma, que rompería los acuerdos, comenzando así las denominadas guerras celtíberas. Los segedanos, que aún no tenían terminadas sus murallas, se refugiaron en Numancia. El cónsul Quinto Fulvio Nobilior fue enviado a Hispania para sofocar la rebelión.

## Poblaciones arévacas
Se indican a continuación una serie de poblaciones arévacas, junto con su correspondencia geográfica actual:

### Burgos
- Kolounioukou (ceca), localizada en el cerro del Alto del Cuerno (Quintanarraya).
- Sekobirikes (ceca), localizada en Pinilla Trasmonte, se acuñaron denarios, ases y semises a finales del siglo II a. C.

### Soria
- Numantia, a 7 km al norte de la ciudad de Soria, sobre el cerro de la Muela de la localidad de Garray.
- Arekoratas (ceca), en Ágreda.
- Usamus o Uxama (ceca), tuvo su asentamiento en el Cerro del Castro, a muy escasa distancia de El Burgo de Osma.
- Segontia Lanka Identificada habitualmente con Langa de Duero.
- Tiermes, situada en el término municipal de Montejo de Tiermes.

### Segovia
- Segovia, corresponde con el cerro sobre el que se asienta el casco histórico. Según Plinio el Viejo.

### Guadalajara
- Kaisesa (ceca), situada cerca de en Sigüenza.
- Segontia, Sigüenza.
- Lutiakos (ceca), relacionada con Lutia (Luzaga).

### La Rioja
- Contrebia Leucade, a veces también Contrebia Leukade o Kontrebia Leukade. Su ubicación geográfica está al sureste de La Rioja, en el término municipal de Aguilar del Río Alhama, en el paraje conocido como Clunia.